# 拉费里耶尔 (安德尔-卢瓦尔省)
拉费里耶尔（法語：La Ferrière，法語發音：[la fɛʁjɛʁ] ⓘ）是法国安德尔-卢瓦尔省的一个市镇，位于该省北部，属于图尔区。

## 地理
拉费里耶尔（47°37'42"N, 0°44'49"E）面积15.76 平方千米，位于法国中央-卢瓦尔河谷大区安德尔-卢瓦尔省，该省份为法国中西部省份，北起萨尔特省、东北接卢瓦-谢尔省，东南接安德尔省，南至维埃纳省，西临曼恩-卢瓦尔省。
与拉费里耶尔接壤的市镇（或旧市镇、城区）包括：莱塞米特、马赖、蒙托东、圣洛朗昂加蒂讷。

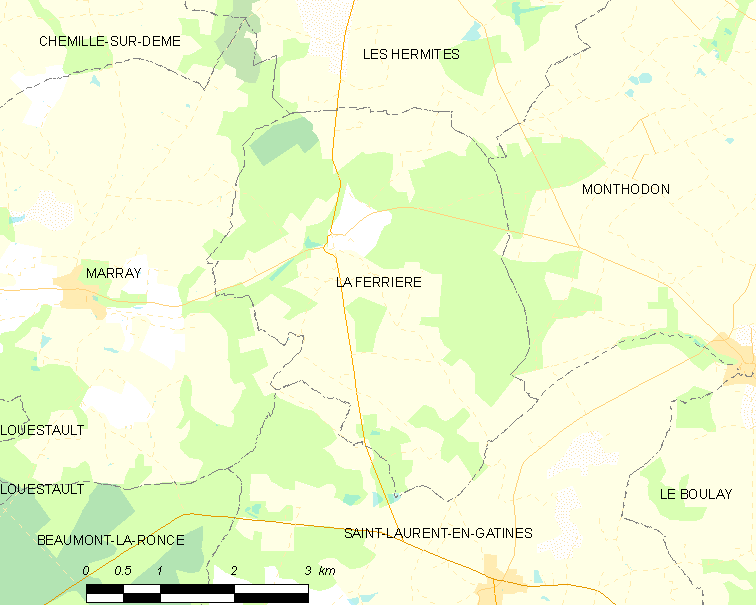
的OSM定位图

拉费里耶尔的时区为UTC+01:00、UTC+02:00（夏令时）。

## 行政
拉费里耶尔的邮政编码为37110，INSEE市镇编码为37106。

## 政治
拉费里耶尔所属的省级选区为雷诺堡县。

## 人口

1962-2008年间人口变化图示

拉费里耶尔于2022年1月1日时的人口数量为312人。